# Дудник, Степан Ильич
Степан Ильич Ду́дник (при рождении Илья́ Исаа́кович Мичри́; 10 [23] декабря 1914, Евпатория, Таврическая губерния — 8 июля 1996, Москва) — советский художник.

## Биография
Родился 23 декабря 1913 года (по другим данным — 1914 года) в Евпатории в караимской семье. Отец — Исаак Мичри, занимался торговлей: имел винный магазин в Евпатории и магазин в Москве. Мать — Вера Исааковна Мичри, урождённая Топал, была белошвейкой, умерла в 1916 году. Также имел старшего брата Михаила и двух старших сестёр. После смерти матери, детей Мичри взяла на воспитание их тётка из Армянского Базара, Эстер Исааковна Сиказан. Через два года отец Ильи забрал своих детей в Феодосию, где женился вторично.
После смерти отца Илья бежал от родственников, попал в детский дом. После гражданской войны был беспризорным, приобрёл документы на имя Степана Ильича Дудника. Отбывал срок на строительстве ББК имени И. В. Сталина. В 1934 году досрочно освобождён. Учился в Московском художественном институте (1935—1943) у Д. Н. Кардовского, А. А. Осмёркина, в 1943—1946 годах — в аспирантуре того же института. Член КПСС с 1941 года. Участник выставок с 1943 года. Его работы экспонировались на зарубежных выставках (Хельсинки — 1950, Варшава — 1951, Дамаск — 1955, Рим — 1966 и др.). Преподавал в МГХИ имени В. И. Сурикова (1946—1952), ХГХИ (1952—1953). Работал по договорам (1953—1968). Преподавал в ВХПУ имени С. Г. Строганова (1967—1974). Председатель правления МОСХ (1968—1972). Избирается Депутатом Московского Городского Совета депутатов трудящихся (1968—1972). Поездки от АХ СССР в Италию и Испанию (1970). Член правления СХ РСФСР (1969—1980) и СХ СССР (1969—1991). Преподаёт на художественно-графическом факультете в МГПИ имени В. И. Ленина (1976—1981). В 1981—1995 годах командировки в Финляндию, ФРГ, Венгрию, Австрию, Стамбул, Хьюстон, Нидерланды.
Умер 8 июля 1996 года в Москве. Похоронен на Щербинском кладбище.

## Творчество
- «Залп „Авроры“»
- «Октябрьские дни»
- «В. И. Ленин и А. М. Горький»
- «Передовые люди Москвы в Кремле»
- «Вручение ордена Ленина Москве в честь 800-летия»
- «Заседание президиума Академии наук СССР»
- «Портрет бригадира-чабана Кары Уланкиной» (1955).
- «Портрет сталевара А. Ковалёва» (1964)
- «Комсомольцы 20-х годов» (1972)
- «Вечный огонь» (1975).
- «Люди Магнитогорска» (1980)
- «Октябрь» (1980)
- «Парламентеры мира» (1986)
- «Парад Победы» (1986)
- «Ткачихи»
- «Яблони»
- «Ковровщицы»
- «Древняя земля» (1973)

## Награды и премии
- заслуженный художник РСФСР (1968)
- народный художник РСФСР (1984)
- отличник народного просвещения РСФСР (1964)
- Сталинская премия второй степени (1950) — за картину «Передовые люди Москвы в Кремле» и за серию портретов «Знатные люди Москвы» (совместно с соавторами)
- Почётная грамота Президиума ВС РСФСР (1965)
- орден «Знак Почёта» (1971)
- медали
- профессор академической живописи